# Adam Buksa
Adam Buksa, né le 12 juillet 1996 à Cracovie en Pologne, est un footballeur international polonais qui joue au poste d'attaquant au FC Midtjylland.

## Biographie

### Débuts en professionnel
Né à Cracovie en Pologne, Adam Buksa est formé par le club de sa ville natale, le Garbarnia Cracovie, puis au Wisla Cracovie avant de poursuivre sa formation en Italie, au Novare Calcio.
En 2014, il effectue son retour dans son pays natal, et rejoint le Lechia Gdańsk, où il fait ses débuts en professionnel.
Lors du dernier jour du mercato estival 2016, Adam Buksa s'engage en faveur du Zagłębie Lubin.
En janvier 2018, Buksa est prêté au Pogoń Szczecin jusqu'à la fin de saison. Il y est transféré définitivement à l'été 2018.

### Revolution de la Nouvelle-Angleterre
Le 20 décembre 2019, Adam Buksa s'engage en faveur du Revolution de la Nouvelle-Angleterre, en tant que joueur désigné. Il est transféré pour un montant avoisinant les quatre millions de dollars,
Il inscrit son premier but le 7 mars 2020 contre le Fire de Chicago. Titulaire, il ouvre le score mais les deux équipes se partagent les points (1-1 score final).
Il remporte le Supporters' Shield avec le Revolution de la Nouvelle-Angleterre en 2021, son équipe établissant même un record pour le nombre de points collectés en saison régulière.

### RC Lens

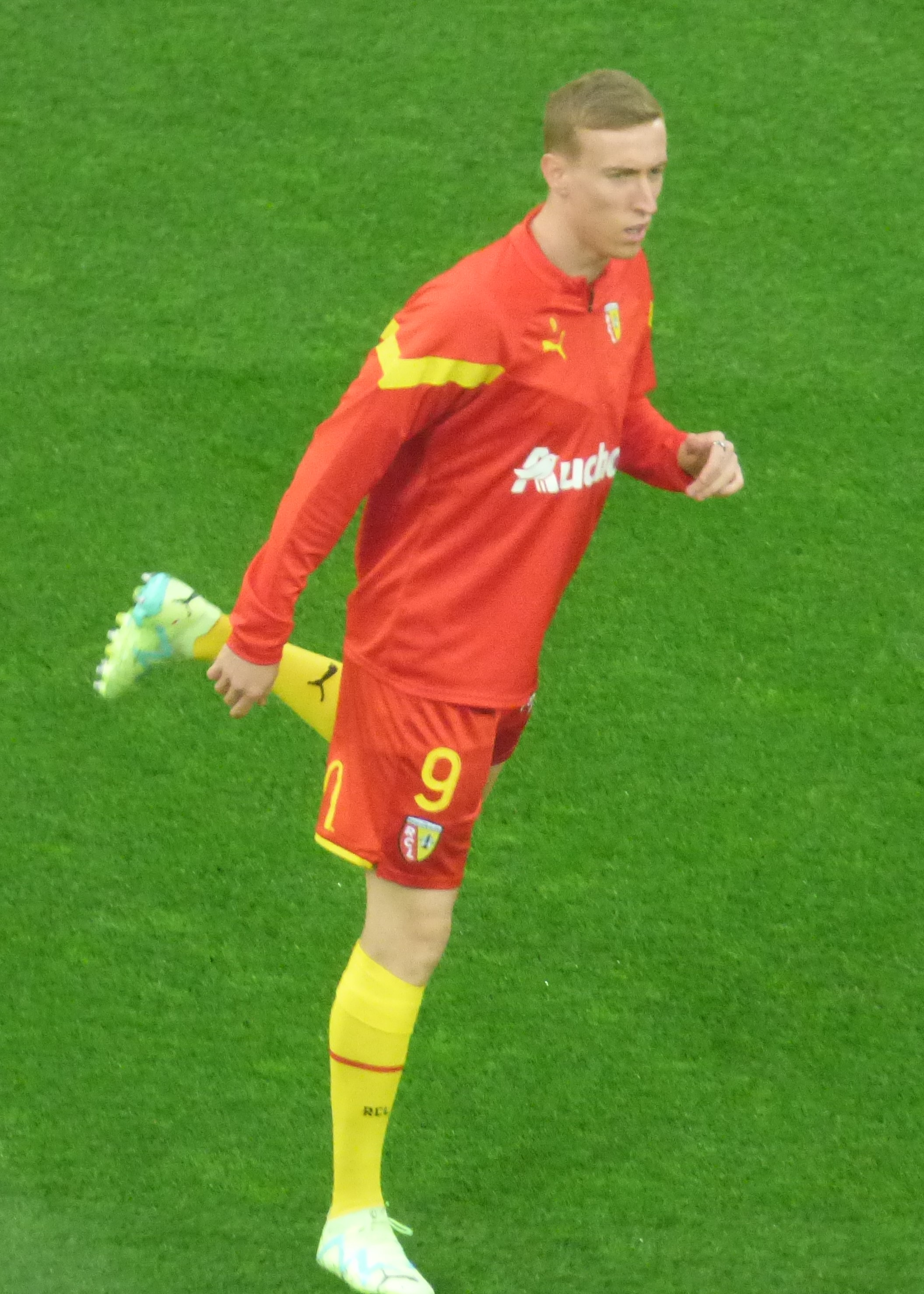
Buksa avec le RC Lens en 2023.

Après des semaines de rumeurs, le Revolution de la Nouvelle-Angleterre annonce le transfert de Buksa au RC Lens le 7 juin 2022, pour un montant estimé entre six millions d'euros et dix millions de dollars (soit 9,4 millions d'euros),,. Il retrouve à Lens son compatriote Przemysław Frankowski avec qui il a développé des automatismes en équipe nationale.
Cependant à peine après voir paraphé son nouveau contrat avec Lens, il se blesse avec la sélection et sera indisponible durant plusieurs semaines. Effectuant un retour progressif au jeu, il est appelé pour la première fois à rejoindre le groupe lensois à l'occasion de la réception de l'ES Troyes AC le 9 septembre 2022. Au cours de cette rencontre, il entre en jeu en remplaçant Loïs Openda à la 72e minute et fait ainsi ses débuts avec le club nordiste.
En manque de temps de jeu au cours d'une saison tronquée par les blessures, le RC Lens décide le 17 juillet 2023 de prêter l'international polonais à Antalyaspor en Süper Lig pour l'exercice 2023-2024.

### FC Midtjylland
Le 11 juillet 2024, le joueur s'engage pour 4 ans avec le FC Midtjylland.

### En sélection
Adam Buksa commence sa carrière internationale avec l'équipe de Pologne des moins de 17 ans. Il joue deux matchs avec cette sélection, les deux en 2013.
Le 23 mars 2016, Adam Buksa fête sa première sélection avec l'équipe de Pologne espoirs face à la Finlande. Il est positionné juste derrière l'attaquant, Mariusz Stępiński, celui-ci étant le seul buteur de la rencontre (1-0). Buksa inscrit son premier but avec les espoirs trois jours plus tard, en ouvrant le score lors de la victoire des jeunes polonais face à la Biélorussie (3-0). Avec cette sélection, il participe au championnat d'Europe espoirs en 2019. Il joue deux matchs lors de ce tournoi et la Pologne, qui termine troisième de son groupe, ne parvient pas à accéder au tour suivant.
Adam Buksa est ensuite appelé en novembre 2018 par Jerzy Brzęczek, le nouveau sélectionneur de l'équipe nationale de Pologne, pour les matchs face à la République tchèque et le Portugal. Il reste sur le banc des remplaçants et ne fait aucune apparition lors de ce rassemblement. Buksa dispute son premier match en sélection le 2 septembre 2021 contre l'Albanie et inscrit le deuxième but de la victoire polonaise 4-1.
Le 8 juin 2024, il figure dans la liste des 26 joueurs polonais retenus par Michał Probierz pour participer à l'Euro 2024. Titulaire lors du premier match de poules face aux Pays-Bas il ouvre le score sur corner d'une tête trompant Bart Verbruggen. Néanmoins, ce but n'empêchera pas la défaite de la Pologne face aux Bataves.

## Caractéristiques
Attaquant mesurant 1.91 m, Buksa a comme point fort son jeu de tête et un rôle de pivot. Gaucher, il est capable de marquer des deux pieds comme le montrent ses statistiques durant son passage au Revolution de la Nouvelle-Angleterre.

## Vie personnelle
Adam Buksa est le frère aîné d’Aleksander Buksa, lui aussi footballeur professionnel évoluant au poste d'attaquant.

## Palmarès
Avec le Revolution de la Nouvelle-Angleterre, Adam Buksa remporte le Supporters' Shield en 2021.
Avec le Racing Club de Lens, il est vice-champion de France en 2023.

## Statistiques
| Saison                | Club                                 | Championnat           | Championnat | Championnat | Coupe(s) nationale(s) | Coupe(s) nationale(s) | Compétition(s) continentale(s) | Compétition(s) continentale(s) | Compétition(s) continentale(s) | Séries | Séries | Total | Total |
| Saison                | Club                                 | Division              | M.          | B.          | M.                    | B.                    | Comp.                          | M.                             | B.                             | M.     | B.     | M.    | B.    |
| 2014-2015             | Lechia Gdańsk                        | Ekstraklasa           | 8           | 0           | 0                     | 0                     | -                              | -                              | -                              | 0      | 0      | 8     | 0     |
| 2015-2016             | Lechia Gdańsk                        | Ekstraklasa           | 8           | 1           | 1                     | 0                     | -                              | -                              | -                              | -      | -      | 9     | 1     |
| Sous-total            | Sous-total                           | Sous-total            | 16          | 1           | 1                     | 0                     | -                              | 0                              | 0                              | 0      | 0      | 17    | 1     |
| 2016-2017             | Zagłębie Lubin                       | Ekstraklasa           | 22          | 3           | 0                     | 0                     | -                              | -                              | -                              | -      | -      | 22    | 3     |
| 2017-2018             | Zagłębie Lubin                       | Ekstraklasa           | 8           | 1           | 1                     | 0                     | -                              | -                              | -                              | -      | -      | 9     | 1     |
| Sous-total            | Sous-total                           | Sous-total            | 30          | 4           | 1                     | 0                     | -                              | 0                              | 0                              | 0      | 0      | 31    | 4     |
| 2017-2018             | Pogoń Szczecin (prêt)                | Ekstraklasa           | 12          | 4           | -                     | -                     | -                              | -                              | -                              | -      | -      | 12    | 4     |
| 2018-2019             | Pogoń Szczecin                       | Ekstraklasa           | 22          | 11          | 1                     | 0                     | -                              | -                              | -                              | -      | -      | 23    | 11    |
| 2019-2020             | Pogoń Szczecin                       | Ekstraklasa           | 18          | 7           | 2                     | 0                     | -                              | -                              | -                              | -      | -      | 20    | 7     |
| Sous-total            | Sous-total                           | Sous-total            | 52          | 22          | 3                     | 0                     | -                              | 0                              | 0                              | 0      | 0      | 55    | 22    |
| 2020                  | Revolution de la Nouvelle-Angleterre | MLS                   | 24          | 6           | -                     | -                     | -                              | -                              | -                              | 4      | 1      | 28    | 7     |
| 2021                  | Revolution de la Nouvelle-Angleterre | MLS                   | 31          | 16          | -                     | -                     | -                              | -                              | -                              | 1      | 1      | 32    | 17    |
| 2022                  | Revolution de la Nouvelle-Angleterre | MLS                   | 10          | 7           | 1                     | 2                     | LCC                            | 2                              | 2                              | -      | -      | 13    | 11    |
| Sous-total            | Sous-total                           | Sous-total            | 65          | 29          | 1                     | 2                     | -                              | 2                              | 2                              | 5      | 2      | 73    | 35    |
| 2022-2023             | RC Lens                              | Ligue 1               | 8           | 0           | 0                     | 0                     | -                              | -                              | -                              | -      | -      | 8     | 0     |
| 2023-2024             | Antalyaspor (prêt)                   | Süper Lig             | 33          | 16          | 2                     | 0                     | -                              | -                              | -                              | -      | -      | 35    | 16    |
| 2024-2025             | FC Midtjylland                       | Superliga             | 24          | 12          | 1                     | 0                     | C1+C3                          | 6+8                            | 1+2                            | -      | -      | 39    | 15    |
| Total sur la carrière | Total sur la carrière                | Total sur la carrière | 230         | 84          | 9                     | 2                     | -                              | 16                             | 5                              | 6      | 3      | 261   | 94    |